# Ioan Ursu (istoric)
Ioan Ursu (n. 26 octombrie 1875, Cața, Brașov, România – d. 6 octombrie 1925, Brașov, România) a fost un istoric român, membru corespondent al Academiei Române.

## Biografie
Studii secundare la Brașov și universitare (Facultatea de Litere și Filosofie, 1894–1898) la București. În 1898 și-a susținut examenul de licență cu teza Relațiunile politice ale Moldovei cu Ungaria de la începutul sec. XIII până la suirea pe tron a lui Ștefan cel Mare. După absolvire, a fost numit profesor suplinitor de istorie și limba română la Liceul „D. Cantemir” din Brăila, apoi la Liceul „Petru Rareș” din Piatra Neamț. Și-a continuat studiile la Berlin (1903–1909), unde și-a luat doctoratul, apoi la München, Paris, Viena și Veneția. Revenit în țară, a fost profesor la Iași (1909–1919), Cluj (1919–1923) și București (1923–1925), fiind autorul unor cursuri, între care: Istoria românilor (1923); Concepția istorică. Caracterizarea și împărțirea istoriei românilor (1924). A fondat „Revista neamului” (1915–1916). A militat pentru desăvârșirea statului național unitar român; în 1918 a plecat în Franța, într-o misiune universitară română; la Paris a făcut parte din Comitetul Național al Unității Române, activitate continuată în Italia, unde a contribuit la înființarea Legiunii Române.